# دورزولاميد
دورزولاميد، ويُباع تحت الاسم التجاري تروسوبت وغيره، هو دواء يستخدم لعلاج ارتفاع ضغط داخل العين بما في ذلك الزرق. يستخدم كقطرة للعين. تبدأ التأثيرات في غضون ثلاث ساعات وتستمر لمدة ثماني ساعات على الأقل. كما أنه متوفر مثل تركيبة دورزولاميد/تيمولول.
تشمل الآثار الجانبية الشائعة عدم الراحة في العين، واحمرار العين، واضطرابات في الذوق، وتشوش الرؤية. تشمل الآثار الجانبية الخطيرة متلازمة ستيفن جونسون. قد تكون حساسية من السلفوناميد حساسية من دورزولاميد. لا ينصح باستخدام الدواء أثناء الحمل أو الرضاعة الطبيعية. هو مثبط للأنهيدراز الكربوني ويعمل عن طريق تقليل إنتاج الرطُوبة المائية.
تمت الموافقة على دورزولاميد للاستخدام الطبي في الولايات المتحدة في عام 1994. يتوفر كدواء عام. زجاجة بحجم 5 مل في المملكة المتحدة تكلف هيئة الخدمات الصحية الوطنية (NHS) أقل من 2 جنيه استرليني اعتبارًا من عام 2019. في الولايات المتحدة، تبلغ تكلفة الجملة لهذا المبلغ حوالي 7.10 دولارات أمريكية. في عام 2017، كان الدواء رقم 281 الأكثر شيوعًا في الولايات المتحدة، مع أكثر من مليون وصفة طبية.

## الاستخدام الطبي
يستخدم دورزولاميد هيدروكلوريد لخفض الضغط المفرط داخل العين لزرق وارتفاع ضغط الدم العين.

## آثار جانبية
وَخْز العين وحرق وحَكَّة وطعم مر. يسبب البلع في غُرفة العين الأماميَّة ويؤدي إلى قصر النظر العابر.

## الديناميكا الدوائية
يخفض ضغط العين (IOP) بنحو 20%. يمكن لأنهيدراز كربوني تحويل H2CO3 إلى HCO3 (بيكربونات) و H +. ثم يستبدل H + بالصوديوم (Na) الذي يسمح لك بعمل الرُطُوبة المائية في العين. من خلال منع الأنهيدراز الكربوني، لا يمكن لمبادل Na/H العمل، مما يقلل من Na في الخلية ويمنع إنتاج الرطوبة المائة.

## التاريخ
هذا الدواء، الذي طورته شركة ميرك، كان أول دواء للعلاج البشري (مقدمة السوق 1995) نتج عن تصميم الدواء القائم على الهيكل. تم تطويره للتحايل على الآثار الجانبية الجهازية للأسيتازولاميد والذي يجب أن يؤخذ عن طريق الفم.